# غوالبيرتو جارا
غوالبيرتو جارا (بالإسبانية: Gualberto Jara)‏ هو مدرب كرة قدم ولاعب كرة قدم باراغواياني، ولد في 13 يوليو 1959 في أسونسيون في باراغواي.